# Jerzy Milewski (skrzypek)
Jerzy Milewski (ur. 17 września 1946 w Warszawie, zm. 23 czerwca 2017 w Kurytybie) – polski skrzypek, od 1971 posiadający obywatelstwo brazylijskie.

## Życiorys
Od wczesnego dzieciństwa wykazywał duży talent muzyczny, naukę gry na skrzypcach rozpoczął mając sześć lat. Po ukończeniu średniej szkoły muzycznej, studiował w Akademii Muzycznej w Warszawie. Po ukończeniu studiów występował w Orkiestrze Kameralnej Filharmonii Narodowej, był solistą, ale występował też w zespole. Jerzy Milewski został nagrodzony Medalem im. Henryka Wieniawskiego. W 1968 poznał studiującą w Polsce brazylijską pianistkę Aleidę Schweitzer, którą poślubił w 1971. Razem z żoną wyjechał do Brazylii i przyjął tamtejsze obywatelstwo. Od tego czasu koncertowali oboje tworząc „Milewski Duo” i popularyzując w Brazylii twórczość polskich kompozytorów. Występowali w szkołach i na uczelniach oraz dla najmłodszych słuchaczy, prowadząc koncerty edukacyjne. Jerzy Milewski wielokrotnie zasiadał w jury konkursów międzynarodowych, które odbywały się w Brazylii. Był też jurorem 9. Międzynarodowego Konkursu Skrzypcowego im. Henryka Wieniawskiego w Poznaniu (1986).
W repertuarze artysty znajdowały się także liczne interpretacje brazylijskiej muzyki popularnej.